# Jiří Hanuš (historik)
Jiří Hanuš (* 22. srpna 1963 Brno) je český historik a editor.

## Život
Jiří Hanuš se narodil v Brně. Zabývá se dějinami 19. století, dějinami historiografie a dějinami křesťanství. Učí na Filozofické fakultě Masarykovy univerzity v Brně, je pracovníkem jejího Historického ústavu. Zároveň působí jako jednatel v Centru pro studium demokracie a kultury, kde také rediguje časopis Proglas. Dne 30. dubna 2010 byl jmenován profesorem.
Od září 2019 se stal prorektorem Masarykovy univerzity pro personální a akademické záležitosti.